# Storstockholms Lokaltrafik

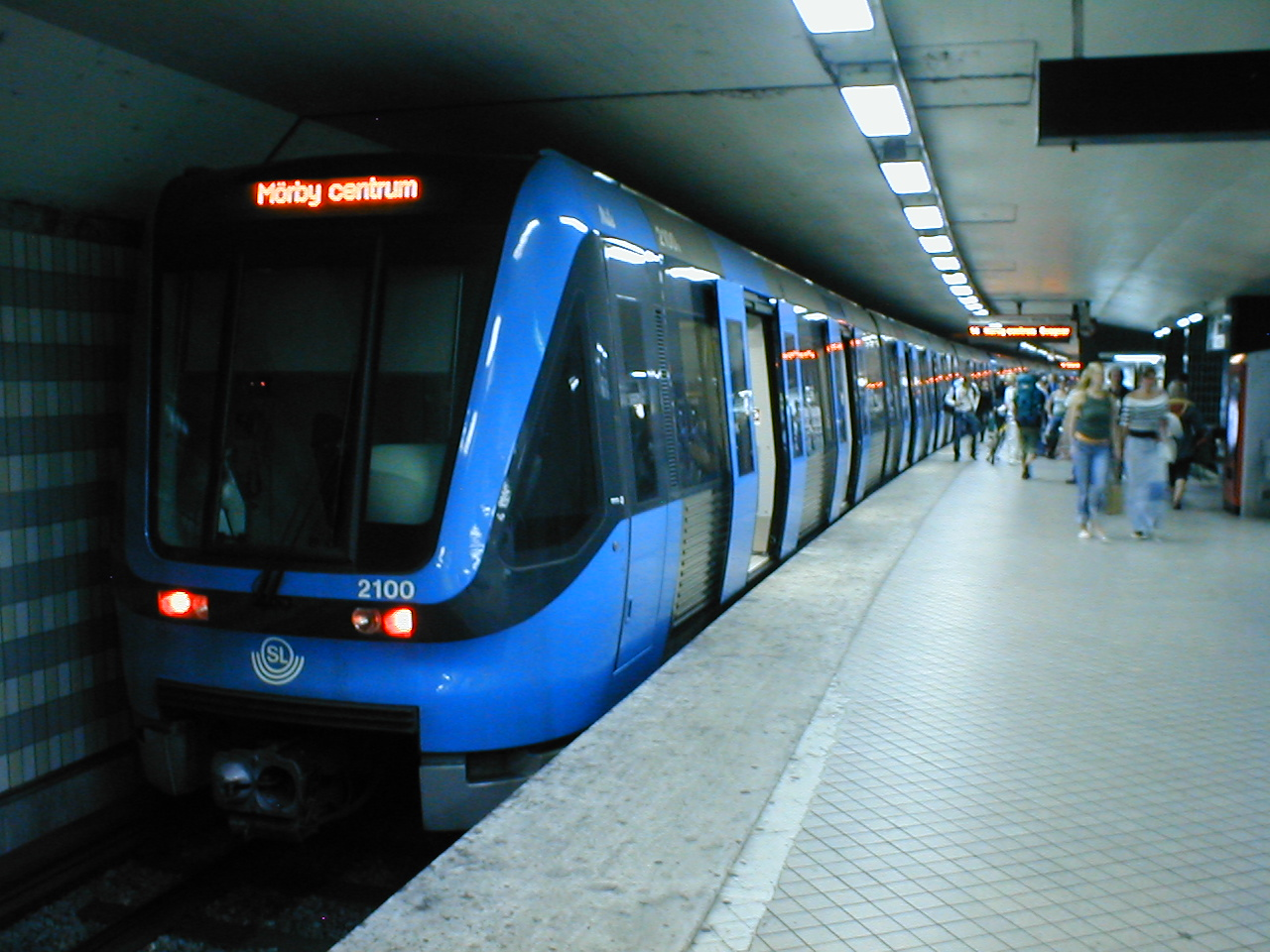
Метро

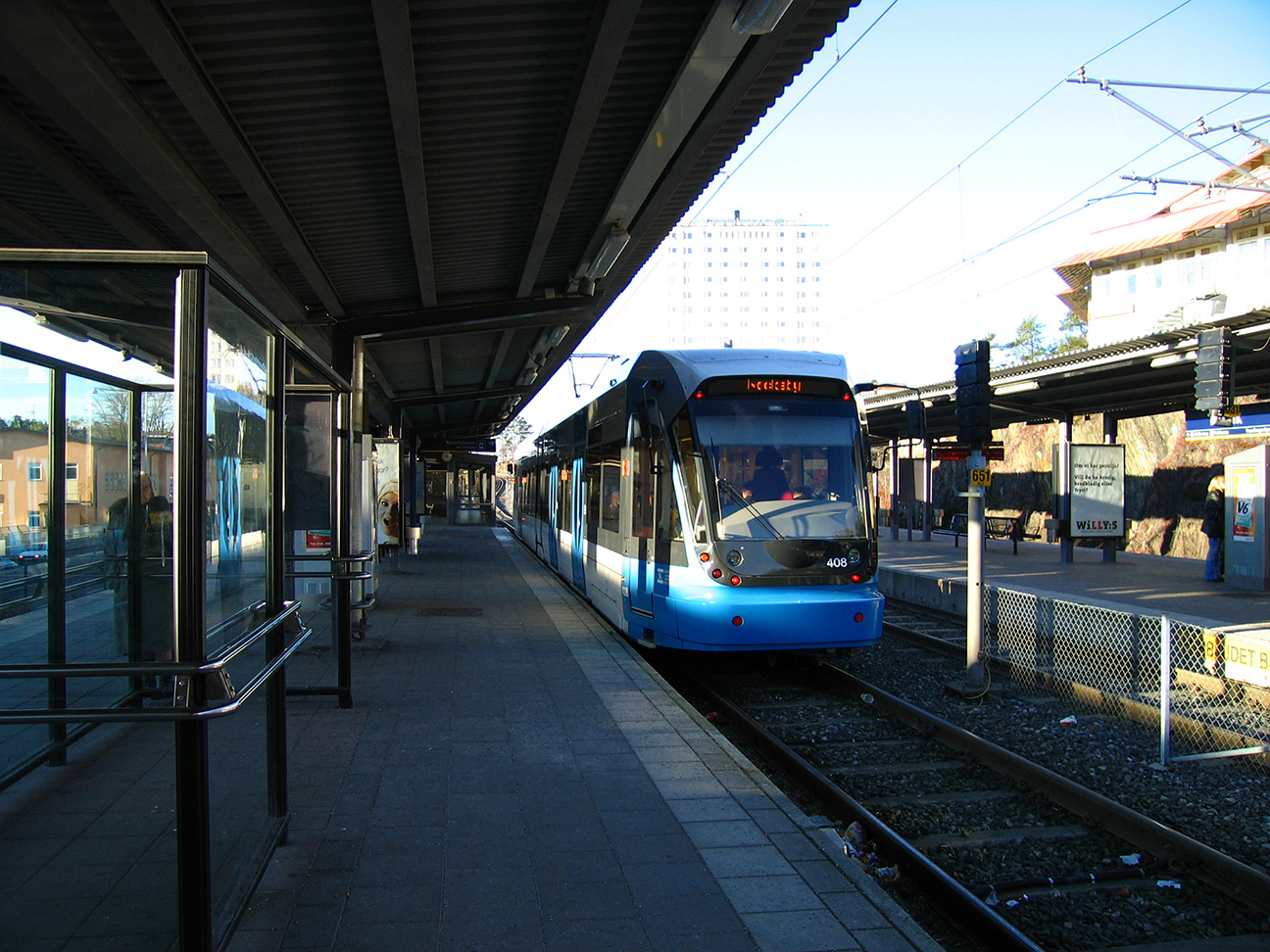
Легке метро

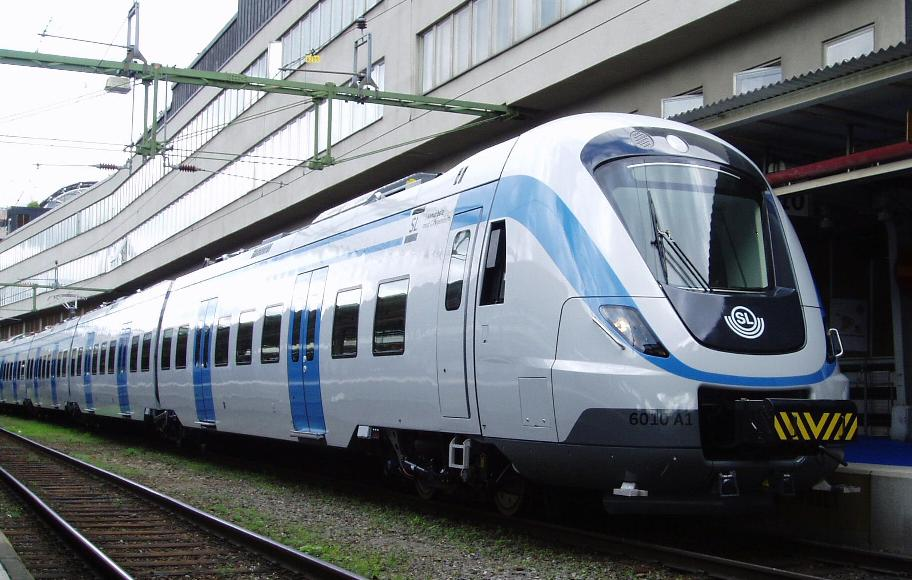
Міська електричка

Storstockholms Lokaltrafik AB (досл. Міський транспорт Великого Стокгольма), що використовує назву SL

 — муніципальна компанія, що займається організацією громадського транспорту (крім поромів у Стокгольмському архіпелазі, що обслуговуються Waxholmsbolaget) у лені Стокгольм.

## Історія
«SL» походить від «AB Stockholms Spårvägar» (SS), міській транспортній компанії, яка була заснована в 1915 році містом Стокгольм з метою деприватизації двох окремих приватних трамвайних мереж в одну ефективнішу компанію.
Наприкінці 1920-х років SS також придбала приватні компанії автоперевізники.
Перша черга Стокгольмського метро була відкрита в 1950 році.
SS було перейменовано на SL в січні 1967 року, коли метрополітен, приміські поїзди та автобуси в окрузі Стокгольм були об'єднані в єдину організацію під наглядом Ради округу Стокгольм.
Різні мережі громадського транспорту в окрузі до того часу керувалися різними підрозділам Statens Järnvägar, приватним компаніям та компаніям, що належать місцевим муніципалітетам.
В 1993 році SL почала використовувати незалежних підрядників для експлуатації та обслуговування різних транспортних мереж. Для автобусного руху оператори володіють автобусами, але для залізничного руху SL володіють поїздами, а підрядники керують ними.

## Підрядники
Станом на липень 2019 року SL використовує таких підрядників:
- Arriva
  - Автобусний рух у Дандериді, Екере, Соллентуні, Сульні, Сундбюберзі, Тебю, Ваксгольмі, Вестерорті[en] та Естерокері.
  - Залізничний рух на Saltsjöbanan, Roslagsbanan, Nockebybanan і Tvärbanan.[3]
- Keolis
  - Автобусний рух у центрі Стокгольма[en], Ботчирка, Гуддінге, Лідінге, Нака, Салем, Седерорт і Вермде[4].
- Transdev
  - Автобусний рух у Сигтуні, Уппландс-Весбю та Валлентуні.
- MTR Nordic[en]
  - Стокгольмський метрополітен[5]
  - Стокгольмська приміська залізниця
- Nobina Sverige[en]
  - Автобусний рух у Ганінге, Єрфелла, Норртельє, Никварн, Нинесгамн, Седертельє, Тиреше та Уппландс-Бру (комуна).[6]
- AB Stockholms Spårvägar[en]
  - Spårväg City
  - Lidingöbanan